# Amtsgericht Masmünster

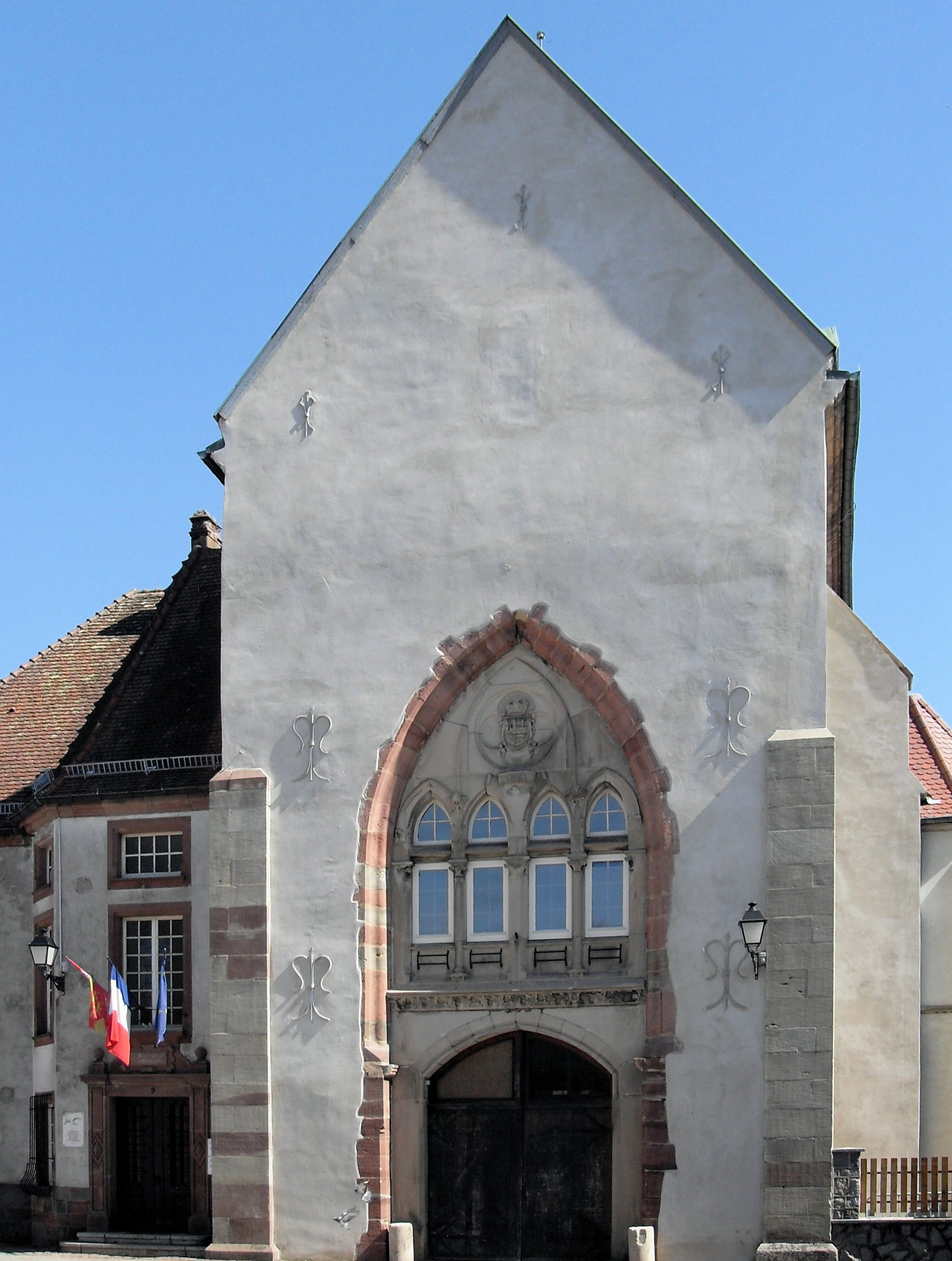
Abtei Masmünster, Gerichtsgebäude

Das Amtsgericht Masmünster war ein deutsches Amtsgericht mit Sitz in Masmünster in den Jahren 1879 bis 1918.

## Geschichte
Masmünster war Sitz eines französischen Friedensgerichts. Nach der Abtretung Elsass-Lothringens im Frieden von Frankfurt an das Deutsche Reich 1871 wurde die Gerichtsstruktur mit dem Gesetz, betreffend Abänderung der Gerichtsverfassung vom 14. Juli 1871 und der Ausführungsbestimmung hierzu vom gleichen Tag neu geregelt. Dabei wurden die Friedensgerichte beibehalten.
Im Rahmen der Reichsjustizgesetze wurden 1879 die Friedensgerichte im Reichsland Elsass-Lothringen aufgehoben und Amtsgerichte gebildet. Das Amtsgericht Masmünster war dem Landgericht Mülhausen nachgeordnet.
Am Gericht bestand 1880 eine Richterstelle. Das Amtsgericht war ein kleines Amtsgericht im Landgerichtsbezirk.
Der Gerichtsbezirk umfasste 1895 den Kanton Masmünster mit 134 Quadratkilometern und 11.585 Einwohnern und 15 Gemeinden.
Mit der Verordnung über den Sitz und die Bezirke der Amtsgerichte vom 3. April 1909 gingen die Gemeinden Gewenheim und Niederburbach aus dem Sprengel des Amtsgerichts Thann in den Sprengel des Amtsgerichts Masmünster über.
Nach der Abtretung Elsass-Lothringens an Frankreich nach dem Ersten Weltkrieg wurde das Amtsgericht Masmünster als „Tribunal cantonal Masevaux“ weitergeführt. Im Zweiten Weltkrieg wurde 1940 von der deutschen Besatzungsmacht die vorgefundene Gerichtsstruktur unter Verwendung deutscher Ortsnamen und Behördenbezeichnungen, hier also wieder als Amtsgericht Masmünster, fortgeführt.

## Gerichtsgebäude
Das Amtsgericht nutze die Räume der Abtei Masmünster (heutige Adresse: 9 place des Alliés). Sie steht als Monument historique unter Denkmalschutz.